# マンディ・チアン
マンディ・チアン（蔣雅文、Mandy Chiang、1982年9月22日-）は、香港の歌手、女優、モデル。籍貫は中国上海。身長170cm、体重50kg、おとめ座。過去にはエンペラー・エンターテインメント・グループ／ミュージック・アイコン所属。

## プロフィール
2002年に、劉思惠（現在は音楽界に引退）とユミコ・チェンともにアイドル歌手ユニット「3T」のメンバーとしてデビューし、美貌とそのスタイルのよさでまたたくまに人気を博した。2005年、ドン・リーとのデュオ「Don & Mandy」を結成、2007年に解散。現在はソロで活動している。

## 音楽作品

### アルバム

#### 2002年
- 『少女蝶』（ユミコ・チェン、マギー・ラウとの合唱アルバム）

#### 2005年
- 『雙對論』（ドン・リーとの合唱アルバム）

#### 2006年
- 『Rainy Lover』（ドン・リーとの合唱アルバム）
- 『冬之恋人』（ドン・リーとの合唱アルバム）

#### 2007年
- 『Other Half』（初のソロEP、収録曲：白日夢、復仇記など）
- 『Winter Story』（初のソロアルバム、収録曲：記得第一次嗎など）

### 歌曲
- 白日夢
- 失散
- 盲目
- 記得第一次嗎
- 空中愛人
- 樓下雅座

## 出演作品

### 映画
- 『ツインズ・エフェクト』（監督：ダンテ・ラム）（2003年6月24日上映）
- 『風雲!格闘王』（2003年12月24日上映） - 峨嵋細飛 役
- 『香港国際警察/NEW POLICE STORY』（監督：ベニー・チャン）（2004年9月24日上映）
- 『純白的聲音』（監督：林子皓）（未上映）
- 『A貨B貨』（監督：黄家輝）（オリジナルビデオ映画リリース）
- 『プロジェクトBB』（監督：ベニー・チャン）（2006年9月29日上映） - 三妹 役
- 『人在江湖』（第三十一回香港国際映画祭作品）（オリジナルビデオ映画リリース）
- 『性工作者十日談』（第三十一回香港国際映画祭作品）（2007年5月17日上映）
- 『危險人物』（監督：鍾少雄）（オリジナルビデオ映画リリース）
- 『惡男事件』（監督：李光耀）（2008年1月4日上映） - Charlie 役
- 『黑道之無悔今生』（監督：梁鴻華）（2008年1月10日上映）

### テレビ番組
- RTHKドラマ『Y2K+01』
- TVBドラマ『怪俠一枝梅』（2004年1月放映）
- now.comウェブドラマ『一起喝采』（2003年7月放映）
- UIH / TVBドラマ『カンフーサッカー』（2004年12月放映）
- 『伙頭智多星』
- 『上海灘之俠醫傳奇』（放映日不詳）
- RTHKドラマ『鐵窗邊緣』（2004年11月放映）
- RTHKドラマ『十封信』（2005年7月放映）
- RTHKドラマ『積金創未來』（第5話）（2005年4月放映）
- TVBドラマ『奇幻潮』 － 情比金堅
- RTHKドラマ『女人多自在III』（ゲスト出演）

### 参加の音楽会とコンサート
- 3T帯動少女夢飛行楽会（ACホール）
- EEG三週年チャリティーコンサート（香港コロシアム）
- 星Mobile「相」事偶像Show（香港コンベンション・アンド・エキシビション・センター）
- Budweise Bar Pacific迎接FIFAワールド・カップ2006コンサート（九龍湾国際展貿中心 - 2006年5月21日）

### 広告

#### 2002年
- 恒生銀行
- ブロードウェイリーボック夏季プロモーション（一般広告）
- エアウェーヴス無糖チューインガム
- Clean and Clear～Clear Fairness Line（一般広告）

#### 2003年
- Clean and Clear～Clear Fairness Line（香港と中国）
- ニュー・ワールド・モビリティ～星Mobile（香港）
- Beauty Tech関連商品（香港）
- Travis関連スポーツ産品（香港）（一般広告）

#### 2004年
- 修身堂関連健康産品
- Travis関連スポーツ産品（一般広告）
- 痩身教館 "一樽消腩" 飲料（一般広告）

#### 2005年
- Zaapスニーカー（香港）（一般広告）
- Password（香港）（一般広告）
- フランス・ブライダル（香港）（一般広告）
- ニュー・ワールド・モビリティ～星Mobile（香港）
- Botox（香港）（一般広告）

#### 2006年
- バドワイザー 2006ワールド・カップ（香港）
- Zaapスニーカー（香港）
- Password（香港）
- フランス・ブライダル（香港）
- Botox（香港）（一般広告）

#### 2007年
- J&J 1-Day Acuvue Defineコンタクトレンズ

#### 2008年
- 煤氣（ケン・ホンと共に合作）